# Pierre Caroli
Pour les articles homonymes, voir Caroli.
Pierre Caroli né en 1480 à Rozay-en-Brie, mort probablement après 1545, est un théologien protestant français.
Docteur en théologie du collège de la Sorbonne de l'Université de Paris. Il a été attiré par les idées de la Réforme protestante.

## Biographie

### De la Sorbonne au cénacle de Meaux
Pierre Caroli a été un professeur de théologie à Paris dans les années 1520. Il a alors été influencé par les idées des humanistes comme Lefèvre d'Étaples. Il appartenait au cénacle de Meaux que soutenait l'évêque de Meaux Guillaume Briçonnet. Ce dernier avait accordé une chaire aux théologiens Martial Masurier et Pierre Caroli, à Michel d'Arande et à Gérard Roussel. La Faculté de théologie va les poursuivre pendant dix ans pour leur enseignement qu'elle considérait comme hétérodoxe.
Pierre Caroli a commencé à lire la traduction en français de l'Épître aux Romains dans l'église Saint-Paul à Paris à partir de la fin mars 1524. La Sorbonne va commencer à lui demander de ne plus prêcher en public.
En septembre 1524, Pierre Caroli a été interrogé sur ses thèses par l'Official de Paris.
Le 24 janvier 1525, l'Official de Paris renouvela cette obligation sous peine d'excommunication. Le 13 février la Sorbonne lui ordonna d'arrêter les leçons de théologie qu'il donnait au collège de Cambrai à Paris où il expliquait les Psaumes de David. L'Official de Paris n'intervenant pas pour faire cesser les prédications, la Sorbonne s'adressa au parlement de Paris. Elle se plaignait des thèses défendues en public qu'elle jugeait contre celles défendues par l'église catholique.
Le parlement de Paris commande alors à l'Official de Paris de lui transmettre les pièces recueillies au cours de l'interrogatoire de septembre 1524. Celles-ci sont remises à la Sorbonne pour qu'elle lui donne son préavis doctrinal et son jugement sur quelques nouveaux dogmes prêchés publiquement par Maître Pierre Caroli. Après plusieurs réunions de ses maîtres pour examiner l'affaire, la Sorbonne se prononça et envoya ses censures au parlement de Paris, le 7 septembre 1525.
Pendant la captivité du roi et en l'absence de sa sœur, Marguerite d'Angoulême, les détracteurs des nouvelles idées en profitèrent pour faire condamner Lefèvre d'Étaples. Les juges-instructeurs firent condamner au feu sa traduction en français du Nouveau Testament, le 28 août 1525.
Le 3 octobre 1525, le parlement de Paris rendit un arrêt pour faire prendre de corps Pierre Caroli, Girard Ruffi et Frère Jean Prévost.
Le 12 novembre 1525, le roi François Ier ordonne au parlement de Paris l'arrêt des poursuites contre Lefèvre d'Étaples, Pierre Caroli et Gérard Roussel jusqu'au moment de son retour à Paris.
14 janvier 1526, signature du traité de Madrid entre Charles Quint et François Ier. François Ier rentre en France le 7 mars.
En 1530 il obtient une paroisse à Alençon grâce à l'appui de Marguerite d'Angoulême.

### Du soutien de la Réforme à la critique de Guillaume Farel et Jean Calvin
En 1534, Le début des persécutions contre les protestants en France l'oblige à quitter le pays en même temps que Jean Calvin. Il se réfugie à Genève où il retrouve Guillaume Farel dont il est un collaborateur. Peu de temps après, il se rend à Bâle où il étudie l'hébreu. Là, il devint l'ami de Simon Grynaeus et Oswald Myconius. En 1536 il participe à la dispute de Lausanne où il plaide en faveur la Réforme.
En 1536 est nommé premier pasteur de Lausanne par le conseil de Berne. Il se brouille avec Calvin au sujet d'une prière adressée aux morts pour qu'ils hâtent le retour du Christ.Le conflit avec Guillaume Farel vient d'accusations de Pierre Caroli concernant sa doctrine de la Trinité. Il accuse Calvin et Farel d'arianisme. Le synode de Lausanne qui se tient le 14 mai 1537 est défavorable aux idées de Pierre Caroli. Cette condamnation va être renouvelée au synode de Berne qui se réfugie à Soleure le 7 juin. Le même jour, Calvin, Farel et Viret obtiennent du synode de Berne d'être innocentés des accusations de Pierre Caroli. Le 16 juin, Pierre Caroli écrit une lettre d'adieu au conseil de Lausanne.
Pierre Caroli se réfugie après à Lyon puis à Avignon où il était en contact avec l'évêque de Carpentras, Jacopo Sadoleto. Il abandonne sa femme et abjure sa foi protestante. Il y écrit une lettre aux bourgeois de Genève pour qu'ils quittent la Réforme.

### Entre Réforme et catholicisme
En 1537, il se rend à Montpellier où il prêche de nouveau la justification par la grâce. Il est alors banni de France.
On le retrouve à Neuchâtel en 1539. En juillet 1539, Pierre Caroli essaya de se rapprocher des protestants suisses. Dans les discussions que se déroulèrent alors entre réformés, Calvin reprocha à Farel d'être trop clément vis-à-vis de Caroli. Ces discussions entre Caroli et les réformés échouèrent. Caroli ne put obtenir de poste dans l'église réformée. Déçu il va à Metz.
Il se présente alors comme un adversaire de Calvin et Farel. À la Pentecôte 1543, Caroli provoque Farel pour une dispute. Calvin et Farel acceptent à condition qu'elle ait lieu à Metz. Farel et Calvin se tinrent à Strasbourg pour se rendre rapidement à Metz. Mais la dispute n'eut pas lieu. Deux réponses de Farel sont écrites de Strasbourg le 21 mai et le 25 juin 1543.
Il retourne à Paris et se réconcilie avec la Sorbonne.
En 1545, Pierre Caroli fit publier un livre - Refutatio blasphemiae Farellistarum in sacrosanctam trinitatem - contre les thèses des « Farellistes », c'est-à-dire Farel, Calvin et Viret : « Jamais les Farellistes n'ont admis – même si je les priais d'urgence à plusieurs reprises de le confesser – la phrase concernant notre Dieu Jésus-Christ : Il est Dieu, engendré de l'être du Père avant les siècles ».
Un autre sujet délicat pour Caroli est de savoir si le nom divin de « Jehova » peut être donné au Christ dans le sens « qui a existé toujours de lui-même ». Caroli accuse Calvin d'avoir des idées blasphématoires sur cette question.
Calvin répondit en août dans Pro G. Farello adversus P. Caroli calumnias defensio (« Défense de Guillaume Farel et de ses collègues contre le théologastre Pierre Caroli » de Jean Calvin). 
On perd la trace de Pierre Caroli après 1545.